# J.D. Salinger
Jerome David ”J.D.” Salinger, född 1 januari 1919 på Manhattan i New York, död 27 januari 2010 i Cornish i New Hampshire, var en amerikansk författare.
Han är mest känd för sin romandebut Räddaren i nöden (The Catcher in the Rye) från 1951. Boken säljs fortfarande i betydande upplagor och betraktas som en milstolpe i 1900-talslitteraturen. Det var också den enda roman som Salinger publicerade. Utöver den utkom han med tre novellsamlingar.
J.D. Salinger blev en mytomspunnen figur i och med att han i mitten av 1960-talet helt drog sig tillbaka som författare. Han fortsatte sin litterära produktion men valde under sin resterande livstid konsekvent att låta det han skrev förbli opublicerat.

## Bakgrund
Salinger växte upp i en förhållandevis välbärgad familj i New York, tillsammans med sina föräldrar och sin åtta år äldre syster Doris. Hans far, Solomon Salinger, var en handelsman av polsk-judiskt ursprung, medan hans mor Marie (född Jillich) var irländsk katolik. Modern ändrade sitt namn till Miriam och togs därmed för judinna av de flesta i omgivningen. Det var först strax efter sin bar mitzva som den tonårige pojken Salinger blev klar över hur det egentligen förhöll sig med moderns bakgrund.
Salinger hade en del problem under skolgången. Han intresserade sig mycket för att spela teater och skrev flitigt för skoltidningen men lyckades dåligt i övrigt och hade usla betyg. Föräldrarna lät därför skriva in honom vid militärakademin Valley Forge (förmodad förlaga till internatskolan Pencey Prep. i Räddaren i nöden). På Valley Forge utvecklade Salinger sitt skrivande och ägnade mycket tid åt att skriva berättelser, mestadels i hemlighet om nätterna. Han fick även uppdraget att vara litterär redaktör för examenstidningen. Efter sin skoltid läste han två terminer vid New York University och senare även vid andra amerikanska universitet. Salinger skrev flitigt under den här perioden och skulle snart, vid 21 års ålder, lyckas bli publicerad.
Han gjorde sin militärtjänstgöring i Tyskland under andra världskriget, där han ingick i en av styrkorna som sattes in i den andra vågen av anfallet mot Normandie. Salinger var också en av de första soldaterna att anlända till ett av de nyligen befriade koncentrationslägren. Upplevelserna under andra världskriget tog honom hårt psykiskt och kom att påverka honom under många år framöver.

## Familj och äktenskap
I början av 1940-talet hade Salinger sällskap med Oona O’Neill, dotter till Eugene O’Neill, men förhållandet tog slut när hon träffade Charlie Chaplin, som hon sedan gifte sig med. Salinger var under en kort tid gift med en tysk kvinna, Sylvia Welter, som han hade träffat under sin utlandstjänstgöring. De gifte sig 1946 och hon följde med honom tillbaka till USA, men äktenskapet varade endast i åtta månader. I februari 1955 gifte sig Salinger med den 19-åriga Claire Douglas, dotter till en ansedd brittisk konstkritiker. Vid tidpunkten för deras spirande romans var Salinger sysselsatt med att forma romanfiguren Franny Glass, som anses ha likheter med Claire. Lagom till bröllopet skrev Salinger färdigt novellen  Franny, som han överlämnade till sin fru i bröllopsgåva. Paret fick två barn tillsammans, Margaret (född 1955) och Matthew (född 1960). Deras tolvåriga äktenskap var inte att betrakta som lyckligt i alla avseenden, vilket dottern Margaret bekräftar i sin självbiografi Dream Catcher; i oktober 1967 skildes de. I slutet av 1980-talet träffade Salinger den 40 år yngre sjuksköterskan Colleen O’Neill och de gifte sig strax därefter. Äktenskapet blev känt först 1992.

## Relationen med Joyce Maynard
1972 inledde Salinger vid 53 års ålder en relation med den 18 år gamla Joyce Maynard, som då var skribent på en tidning som riktade sig till tonåringar. Maynard hade samma år blivit ombedd av The New York Times att skriva en artikel för dem, ett erbjudande hon tacksamt antog. Artikeln blev mycket uppmärksammad och gjorde henne berömd över en natt. Salinger skrev då ett brev till henne för att varna för berömmelsens baksidor. Det blev inledningen på en intensiv brevväxling, och några månader senare flyttade Maynard in hos Salinger i hans hus i Cornish i New Hampshire. Relationen varade i ett år.
Joyce Maynard, som senare etablerade sig som författare av skönlitterära böcker, har i sina memoarer skrivit om sin tid med Salinger. Utöver en del personliga avslöjanden av intim natur vittnar hon också om Salingers vardagsrutiner, som att han plikttroget ägnade minst ett par timmar varje dag åt sitt skrivande. Enligt Maynard var Salinger även noga med att förse sina manuskript med kommentarer och anvisningar för att underlätta redigering och hantering av materialet vid eventuell publicering efter hans död. I samband med att Maynard 1999 lanserade sin memoarbok At Home in the World lät hon även auktionera ut ett antal privata brev som Salinger skrivit till henne. Breven såldes slutligen för 156 500 dollar.

## Författarkarriär
Salingers första publicerade alster var kortnovellen The Young Folks, i vilken några självupptagna ungdomars liv avhandlas i satirisk ton. Publiceringen ägde rum 1940 i det amerikanska magasinet Story. Därefter medverkade han under några år med ett antal noveller i en rad tidskrifter, bland annat The New Yorker och Esquire. I en novell från 1946, Slight Rebellion Off Madison, introduceras för första gången Holden Caulfield, protagonisten från romandebuten Räddaren i nöden.
Kort efter den storslagna debuten 1951 drog sig Salinger tillbaka från det som han upplevde som ett påtvingat kändisskap och levde därefter ett tillbakadraget liv. Han var fortsatt verksam och gav ut ett par novellsamlingar fram till 1965, men därefter tystnade hans författarröst. Efter 1980, det år då han gav sin sista intervju, slutade han helt meddela sig med världen.

## Räddaren i nöden
Räddaren i nöden blev en storsäljare när den kom och dess popularitet har fortsatt att växa med åren. Romanen blev på många sätt stilbildande och klassas som generationsroman.
Den blev även hårt kritiserat på sina håll på grund av sitt för den tiden utmanande språkbruk med många grova svordomar. Den ansågs också omoralisk på grund av sin handling, i vilken huvudpersonen bland annat förlöjligar traditionella amerikanska värderingar, röker, super, svär och tar en prostituerads tjänster i anspråk. Bokens blandade mottagande kan illustreras med det faktum att den ända fram till 1980-talet var en av de mest förbjudna böckerna på amerikanska skolor och bibliotek, samtidigt som det var en av de böcker som användes mest i undervisningen.
Bokens intrig är tämligen enkel: Holden Caulfield är en ung livstrött man, som av sina föräldrar placerats på ännu en privatskola där han ännu en gång blir relegerad på grund av sitt olämpliga uppträdande och sina dåliga betyg. Eftersom han inte förväntas komma hem förrän om tre dagar lämnar han i hemlighet skolan tidigare än planerat och tar tåget tillbaka till hemstaden New York. Där tar han in på ett hotell av halvdan standard och driver under några dagar ensam runt i storstaden.
Bokens originaltitel The Catcher in the Rye är en referens till en gammal anglosaxisk barnramsa.
Den senaste svenska översättningen är från 1987 och gjordes av författaren Klas Östergren (som senare har reviderat sin översättning). Boken utkom på svenska senast 2005.